# Manju-ji (Kyōto)

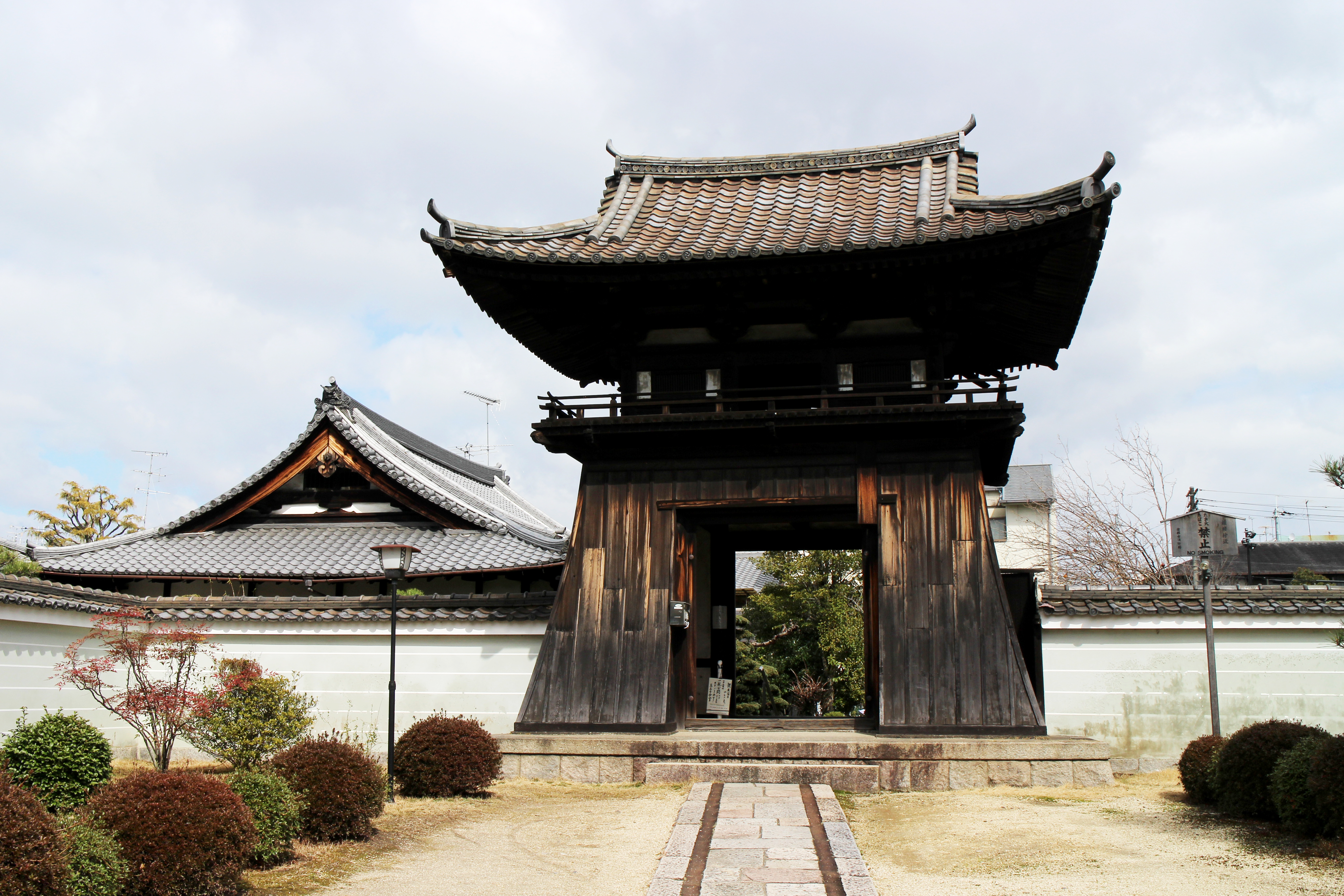
Eingang als Glockenturm

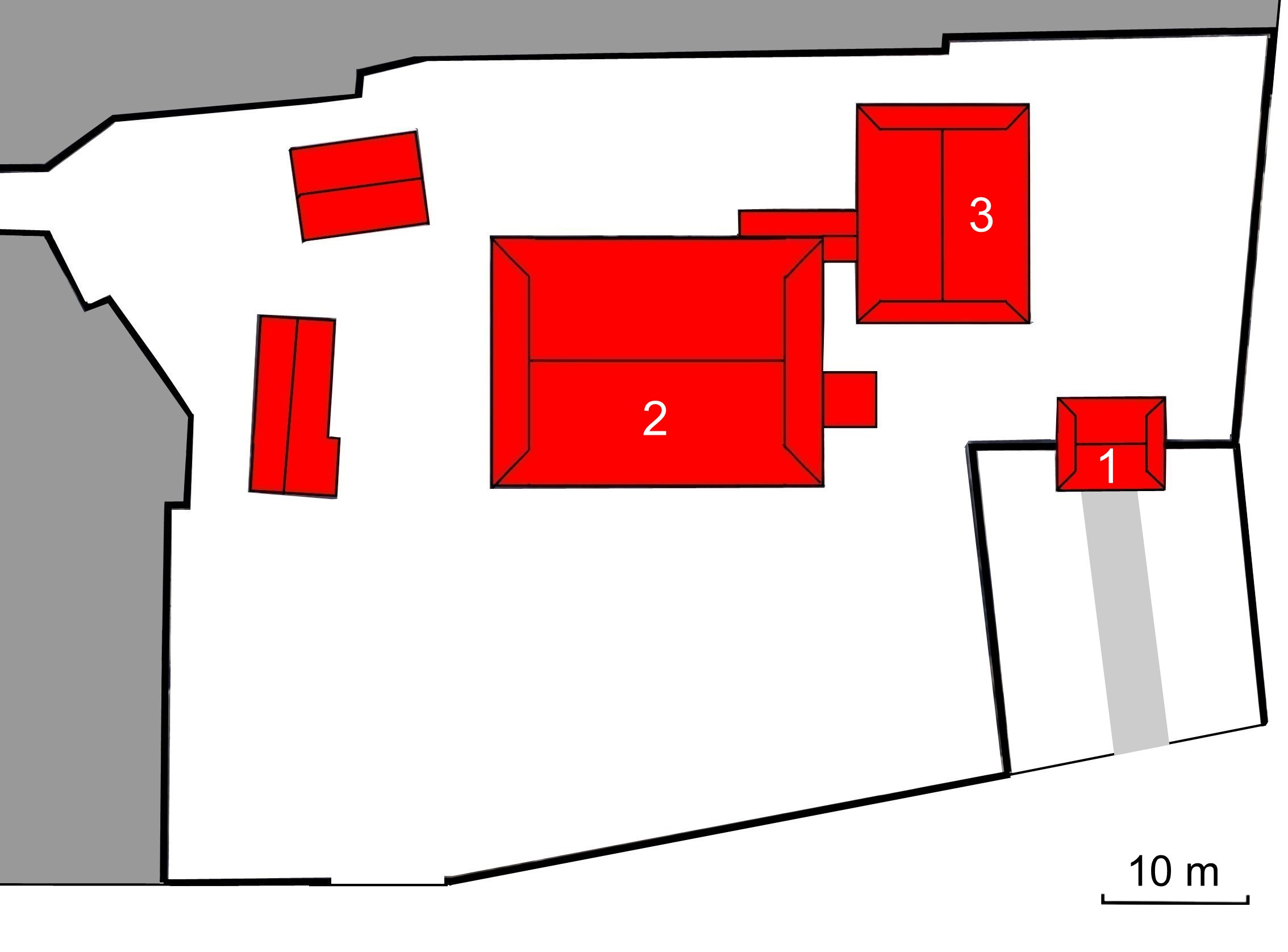
Plan des Tempels (s. Text)

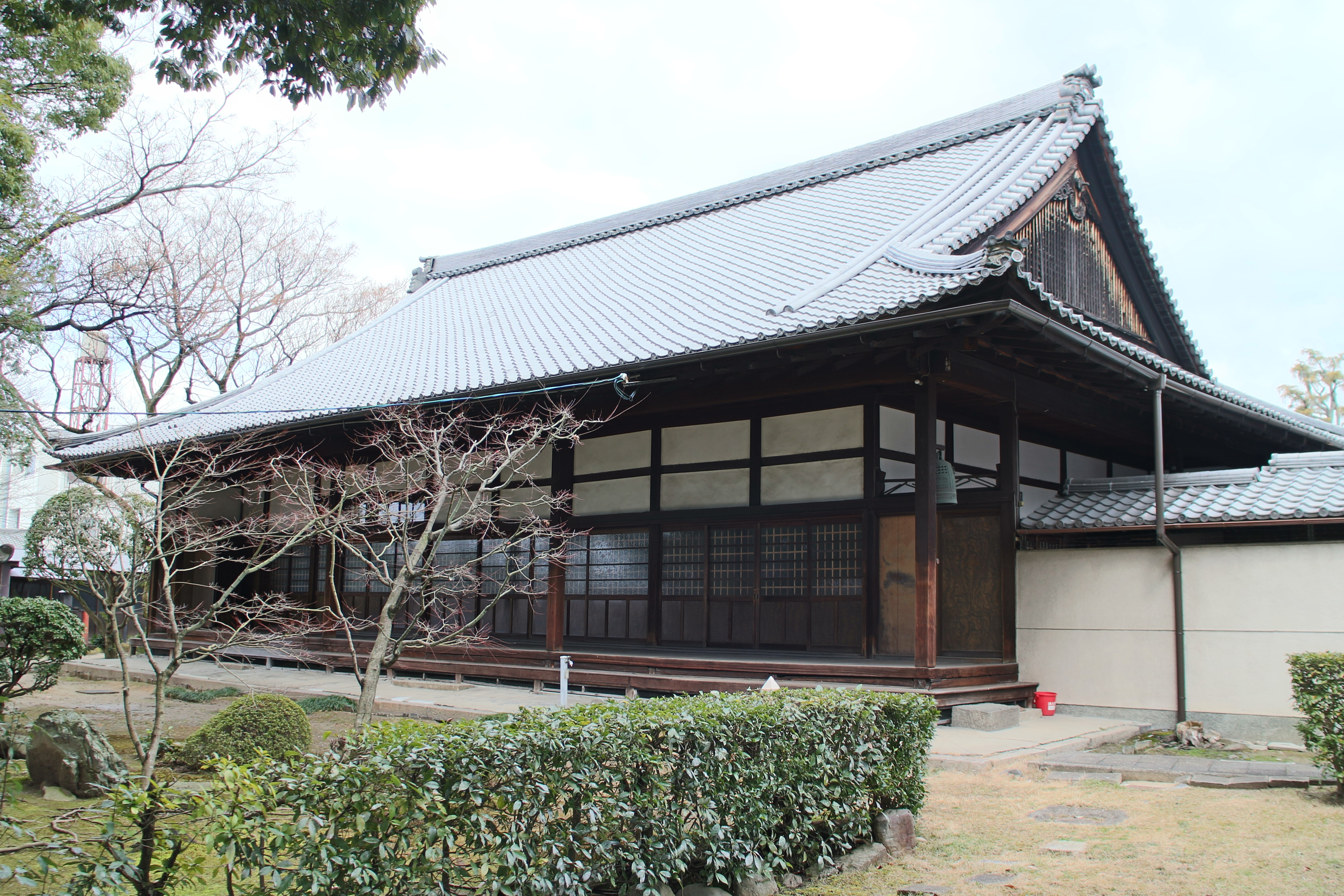
Gästehaus

Der Manju-ji (japanisch 萬壽寺) ist ein Tempel der Rinzai-Richtung des Buddhismus in Kyōto. Er ist der 5. und unterste Tempel der Fünf (Zen) Tempel von Kyōto (京都五山, Kyōto gozan) und ist heute ein Untertempel (塔頭, Tachū) des Tōfuku-ji. Der Tempel ist nicht öffentlich zugänglich.

## Geschichte
Der Manju-ji wurde von Kaiser Shirakawa zum Gedächtnis an seine Frau Ikuhōmonin (郁芳門院) im 1. Jahr Eichō (1096) als „Rokujō-Midō“ (六条御堂) errichtet. In der Kamakura-Zeit trat der Tempel vom Jōdō-Richtung des Buddhismus zur Rinzai-Richtung über und änderte dabei seinen Namen in den heutigen.
1330 wurde der Tempel südlich der gegenwärtigen Manjuji-Straße verlegt. Während der Muromachi-Zeit wurde er als Fünfter in die Gruppe der „Fünf Zen-Tempel“ mit einbezogen. 1434 brannte der Tempel ab. Er wurde dann auf die Nordseite des Tōfuku-ji verlegt, und zwar neben den Sanshō-ji (三聖寺).
1973 vereinigte sich der Manju-ji mit dem Sanshō-ji unter dem Namen Manju-ji. 1886 wurde der Tempel ein Zweigtempel des Tōfuku-ji.

## Die Anlage
Der Tempel ist im Norden und Westen von Häusern (im Plan grau) umgeben. Die einfache Anlage betritt man durch das Tempeltor (山門, Sammon; im Plan 1), das hier gleichzeitig als Glockenturm (鐘楼) ausgeführt ist. Das Gebäude stammt aus der Muromachi-Zeit und ist als Wichtiges Kulturgut Japans registriert. Zur Linken steht die Haupthalle (本堂, Hondō; 2), voraus sieht man das Gästehaus (客殿; 3), das als Kulturgut der Präfektur registriert ist.

## Schätze des Tempels
Als Wichtiges Kulturgut Japans sind registriert:
- eine Bildrolle (Seide) mit der Darstellung des Enni Ben’en (絹本著色聖一国師像, Kenpon chakushoku Shō-ichi kokushi-zō), dem Nationalmuseum Kyōto anvertraut,
- eine Bildrolle (Seide) mit der Darstellung der acht Arten der Beweinung des dahingeschiedenen Siddharta (絹本著色八相涅槃図, Kenpon chakushoku Hassō nehan-zu),
- eine Bildrolle (Seide) mit Shakamuni und zwei Begleitern, ausgeführt in leicht koloriert Schwarz (絹本墨画淡彩釈迦三尊図, Kenpon chakushoku bokuga tansai Shaka sanzon zu), dem Nationalmuseum Kyōto anvertraut,
- ein sehr großer sitzender Amida, 281,8 cm hoch aus Holz, aus der späten Heian-Zeit (木造阿弥陀如来坐像, Mokuzō Amida nyorai zazō). Diese Skulptur war in der Meiji-Zeit Nationalmuseum Kyōto anvertraut, befindet sich jetzt im Schatzhaus des Tōfuku-ji und ist dort nicht öffentlich zugänglich,
- Zwei Tempelwächter aus Holz (木造金剛二力士立像, Mokuzō Kongō ni-rikishi tatsuzō) aus dem Sanshō-ji, ebenfalls im Schatzhaus des Tōfuku-ji und dort nicht öffentlich zugänglich.